# Chattahoochee (miasto)
Chattahoochee – miasto w Stanach Zjednoczonych, w stanie Floryda, w hrabstwie Gadsden.